# Тростинка (Киевская область)

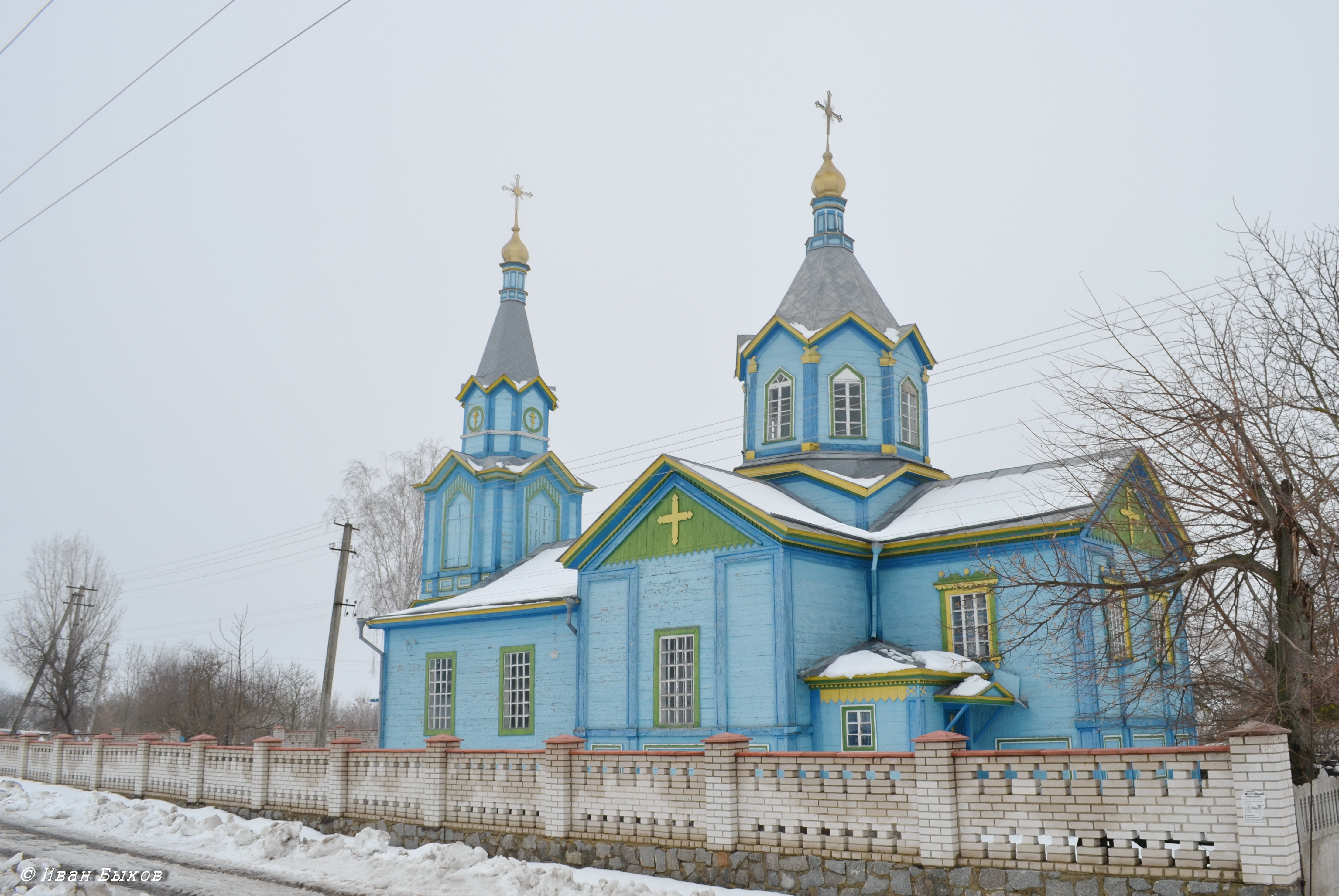
Церковь Рождества Богородицы.

Трости́нка (укр. Тростинка) — село, входит в Васильковский район Киевской области Украины.
Население по переписи 2001 года составляло 824 человека. Почтовый индекс — 08670. Телефонный код — 4571. Занимает площадь 5,905 км². Код КОАТУУ — 3221487801.

## Местный совет
08670, Київська обл., Васильківський р-н, с.Тростинка, вул.Миру,4

## История
Село Тростинка было в составе Барахтянской волости Васильковского уезда Киевской губернии.
В селе была Христорождественская церковь (в 1848—1865 годах — священник Михаил Лукьянович Ожеговский).
Метрические записи о рождении Церкви Рождества Христова села Тростинка (с 01.09 по 4.12. 1861 года)
Крестьяне: 1. Пученко 2. Сисмин 3. Костенко 4. Пискаленко (2) 5. Голодный 6. Михайлюк 7. Белицкий 
8. Пророченко (5) 9. Солоденко 10. Гапоненко 11. Жема (2) 12. Шевченко 13. Гира (2) 14. Кулинич (3) 15. Бойко 16. Семенец 17. Литвиненко 18. Кушнир 19. Завадий, Завадиева 20. Волошин (2) 21. Волоха 22. Поштенко 23. Циганенко, солдат 24.Литвин 25. Гаевой 26. Михайлюк 27. Моргун 28. Чихун 29. Музыченко 30. Ткаченко 31. Поплавец 32. Ковтуненко 33. Павук 34. Намазыло
Временно проживающая солдатка села Венцетовки Александра Потапиева Бакланова
Восприемники
Однодворец Петр Федоров Юрковский 
Солдаты и их жены: 1. Михайлюкова 2. Сировчиха 3. Парубец 4. Панченкова 5. Кулинич 6. Кулиничева 7. солдат 1-й Конной Пионерной Дивизии Еремеев 8. Павук 
Крестьяне: 1. Писковский 2. Гурвиха 3. Хорвитененко 4. Михинько 5. Шапран 6. Кобец 7. Коврыха 8. Волошенко
9. Кириленко 10. Маненко, Миненко 11. Пивин 12. Шкана 13. Хижняк 14. Семенченко 15. Базарный 16. Пасленко 16. Юрченко 17. Пискаленко 18. Панченко, Паньченко 19. Пигленко 20. Симоненко 21. Брукша 22. Гунда, Гуйда 23. Кобозь 24. Полосенденкова 25. Романенко 26. Луценко 27. Капитоненко 
Приходский священник иерей Михаил Ожеговский
стихарный дьячек Симеон Петровский
стихарный пономарь Феофан Пероговский
http://forum.vgd.ru/post/21/3377/p1301105.htm